# Maracanaú
Maracanaú város Brazíliában, Ceará államban. Lakosainak száma 234 509 fő (2022). Maracanaú Fortaleza, Caucaia, Itaitinga, Maranguape és Pacatuba községekkel határos.

## Népesség
A település népességének változása:
| Lakosok száma | 179 732 | 209 057 | 229 458 | 230 986 | 234 509 |
|               | 2000    | 2010    | 2020    | 2021    | 2022    |